# Atanasie Trincu
Atanasie Trincu (n. 24 decembrie 1887 – d. 25 februarie 1966) a fost un general român care a luptat în cel de-al Doilea Război Mondial. Atanasie Trincu a fost arestat în 1944 și în 1950 și a fost eliberat în 1952.

## Decorații
- Ordinul „Coroana României” în gradul de Comandor (8 iunie 1940)[3]
- Ordinul „Coroana României” cu spade în gradul de Comandor, cu panglica de „Virtutea Militară” (14 octombrie 1941) „pentru destoinicia și priceperea cu care a condus acțiunea dela Tomai, asigurând dreapta Corpului de Armată, ușurând prin aceasta și acțiunea Brigăzii 7-a Cavalerie, cât și pentru acțiunea dela Talmez-Răscăești, unde numai cu mijloace proprii și fără alte ajutoare din altă parte, a asigurat stăpânirea puternică a înălțimilor Vest Nistru”[4]
- Ordinul „23 August” clasa a III-a (10 august 1964) „pentru merite deosebite în opera de construire a socialismului, cu prilejul celei de a XX-a aniversări a eliberării patriei”[5]

## Legături externe
- en  Generals.dk